# Nino Bibbia
Nino Bibbia (ur. 15 marca 1922 w Bianzone, zm. 28 maja 2013 w Sankt Moritz) – włoski bobsleista i skeletonista, złoty medalista olimpijski.

## Kariera
Jako dziecko zamieszkał z rodzicami w Sankt Moritz, jednak reprezentował barwy Włoch. W 1948 roku wystąpił na igrzyskach olimpijskich w Sankt Moritz, startując zarówno w konkurencjach bobslejowych, jak i skeletonie. Najpierw, w parze z Edilberto Campadese, zajął ósme miejsce w dwójkach bobslejowych. Parę dni później zwyciężył w skeletonie, wyprzedzając Jacka Heatona ze Stanów Zjednoczonych i Brytyjczyka Johna Crammonda. Następnie jego osada zajęła szóste miejsce w rywalizacji czwórek bobslejowych.
Jego medal był pierwszym medalem zimowych igrzysk olimpijskich wywalczonych dla Włoch w historii. Uprawiał także inne dyscypliny zimowe.